# 11718 Hayward
11718 Hayward este un asteroid din centura principală de asteroizi.

## Descriere
11718 Hayward este un asteroid din centura principală de asteroizi. A fost descoperit pe 21 aprilie 1998 la Socorro, New Mexico, în cadrul proiectului LINEAR. Asteroidul prezintă o orbită caracterizată de o semiaxă mare de 2,75 ua, o excentricitate de 0,19 și o înclinație de 4,8° în raport cu ecliptica.